# Palaudwergooruil
De palaudwergooruil (Otus podarginus synoniem: Pyrroglaux podargina) is een vogel uit de familie Strigidae (uilen).

## Verspreiding en leefgebied
Deze soort is endemisch in Palau, een land in Oceanië.